# Paillasse (commedia dell'arte)
Pour les articles homonymes, voir Paillasse.

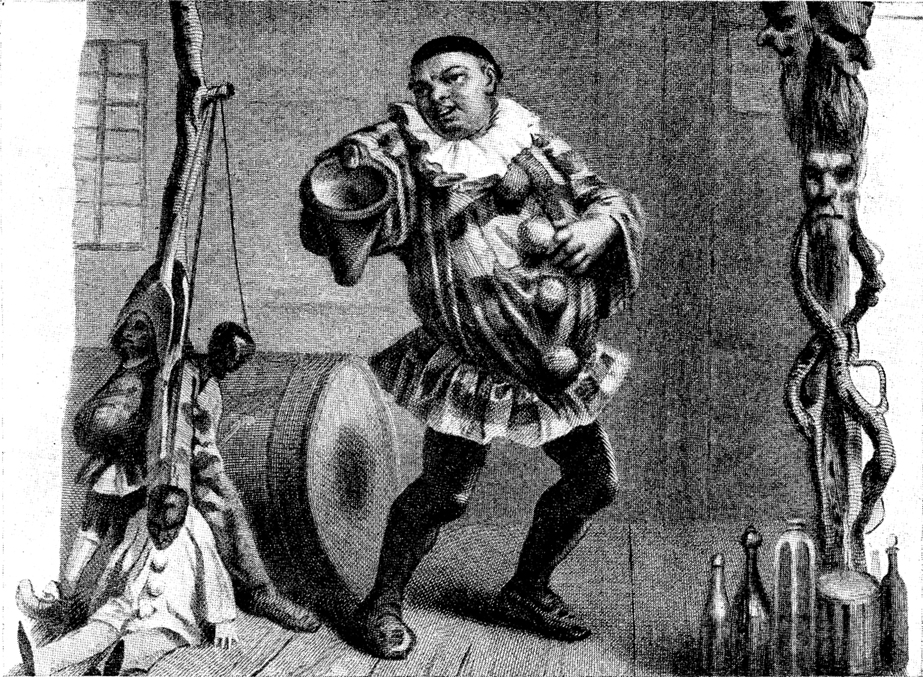
Le Paillasse français.

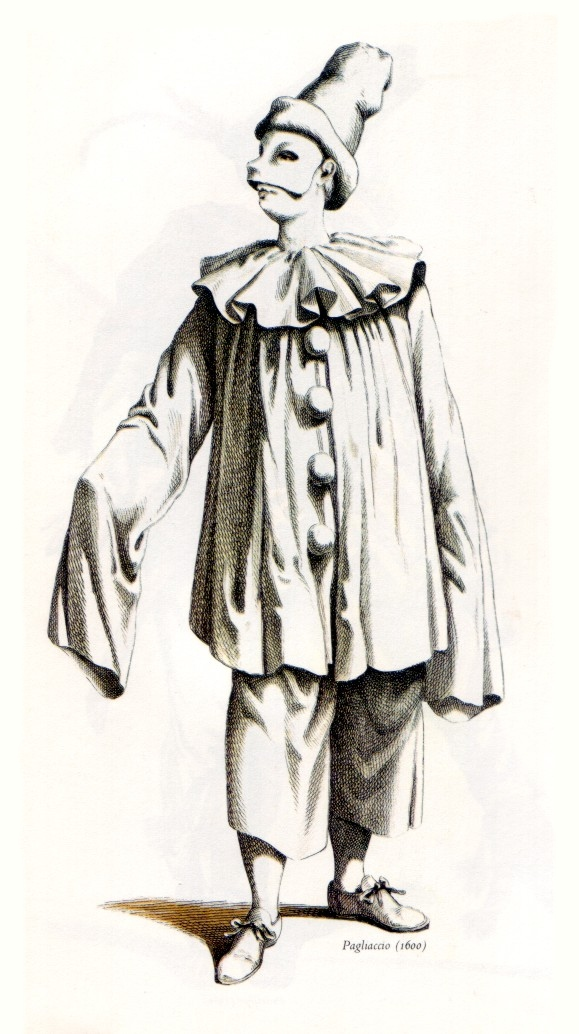
Le Pagliaccio italien, 1600, par Maurice Sand.

Paillasse, est un personnage de la troupe des parades qui a pris naissance sur la scène française vers la fin du  XVIIe siècle.
Apparu un peu avant Bobèche, Paillasse, qui devint aussi, vers la fin du XVIIIe siècle, un personnage important de la troupe des parades, a une double origine : Pagliaccio (ital. clown), le Paillasse italien des troupes de 1570, vêtu de blanc et portant de gros boutons à son costume. Ce rôle ne semble pas avoir beaucoup fait parler de lui.
Ensuite, on trouve Paillasse dans les types populaires français de la parade du théâtre de la Gaîté, chez Nicolet où, dans une petite comédie peut-être imitée de Molière, Sganarelle ruiné n’ayant plus de quoi se vêtir, se taillait un habit dans la housse de sa paillasse. Il en prit le nom et conserva le costume à carreaux blancs et bleus qui servit, pendant un temps immémorial, à couvrir les paillasses et les matelas.
Pitre des parades de saltimbanques, benêt ridicule et grotesque dont la maladresse excessive excite toujours les rires de l’auditoire, et qui reçoit sans cesse de ses compères force horions et coups de pied indiscrets, Paillasse, dès la fin du XVIIIe siècle, fut l’acolyte inévitable de Gilles (en) et de Bobèche ; il y eut des Paillasses à carreaux rouges, mais le vrai Paillasse conserva les couleurs blanche et bleue ; son costume se composait de bas bleus, d’une culotte courte bouffante pareille à la blouse, d’une blouse à ceinture, et d’un serre-tête noir.
Kastner n’a que des paroles de sympathie et de commisération pour Paillasse, qu’il plaint de tout son cœur, en le voyant si humble au milieu de ses camarades triomphants : « C’est à la maigre personne du pauvre Paillasse, dit-il, que tout le monde en veut. On l’accable de coups et de sarcasmes. Et notez que son rôle est bien souvent pour lui une triste réalité ; que les mauvais traitements qu’il est forcé de subir sont d’ordinaire sous les yeux du public le complément de ceux auxquels il est journellement en butte de la part de ses compagnons. Aussi, quelque fatigue qu’il éprouve devant ces exercices bateleresques, quelque humiliation qu’il ressente en se voyant ainsi honni et bafoué comme homme et comme comédien, il ne saurait interrompre une minute sa burlesque pantomime, ses contorsions et ses grimaces, ses rires forcés et ses gémissements qui font rire ! N’est-ce pas à lui qu’est dévolu le soin de chauffer la parade et d’attirer nombreuse affluence ? Qu’il fasse donc son métier, le pauvre pitre ; car si la pensée de sa misère et de son abjection, venant tout à coup s’offrir à lui, paralysait pour un moment ses élans de gaieté factice et le rendait immobile, distrait et songeur, un avertissement de son maître, un grand coup de pied allongé traîtreusement par derrière, le rappellerait aussitôt à l’ordre, pendant qu’une voix rude ferait retentir à son oreille ces mots plus terribles que l’inexorable Marche ! marche ! du Juif errant : À ton tour, Paillasse ! Allons, saute, Paillasse ! »
Alfred Jarry établit également un rapport entre le sort de Paillasse et celui d'une triste réalité : Le sujet de Paillasse [...] est éternel, donc s'il n'est pas neuf, il ne peut vieillir ; c'est la férocité de la vie réalisant brutalement ce que la fiction imagine par jeu.
Le personnage est mis en scène notamment dans l'opéra italien Pagliacci (1892) et dans le film français Paillasse (film, 1910) (1910). Le titre français du film Laugh, Clown, Laugh (Ris donc, Paillasse !) y fait aussi référence.